# بريجيت بيرد
بريجيت بيرد (بالفرنسية: Brigitte Byrd)‏ هي كاتِبة وشاعرة فرنسية، ولدت في 15 فبراير 1959 في إيل دو فرانس في فرنسا.